# Фрумоаса (Бакеу)
Фрумоаса (рум. Frumoasa) — село у повіті Бакеу в Румунії. Входить до складу комуни Балкань.
Село розташоване на відстані 249 км на північ від Бухареста, 31 км на захід від Бакеу, 97 км на південний захід від Ясс, 132 км на північний схід від Брашова.

## Населення
За даними перепису населення 2002 року у селі проживала 3651 особа.
Національний склад населення села:
| Національність | Кількість осіб | Відсоток |
| -------------- | -------------- | -------- |
| румуни         | 3355           | 91,9%    |
| чанго          | 183            | 5,0%     |
| угорці         | 67             | 1,8%     |
| цигани         | 45             | 1,2%     |

Рідною мовою назвали:
| Мова      | Кількість осіб | Відсоток |
| --------- | -------------- | -------- |
| румунську | 3581           | 98,1%    |
| угорську  | 37             | 1,0%     |